# Irving Tennis Classic 2017

El torneo Irving Tennis Classic 2017 fue un torneo profesional de tenis. Pertenece al ATP Challenger Series 2017. Se disputó su 6.ª edición sobre superficie dura, en Irving, Estados Unidos, entre el 14 y el 19 de marzo de 2017.

## Jugadores participantes del cuadro de individuales
| Favorito | País                    | Jugador              | Rank1 | Posición en el torneo |
| -------- | ----------------------- | -------------------- | ----- | --------------------- |
| 1        | Bandera de España       | Marcel Granollers    | 36    | Primera ronda         |
| 2        | Bandera de Italia       | Paolo Lorenzi        | 38    | Primera ronda         |
| 3        | Bandera de Rusia        | Karen Jachanov       | 52    | Cuartos de final      |
| 4        | Bandera de Georgia      | Nikoloz Basilashvili | 55    | Segunda ronda         |
| 5        | Bandera de Croacia      | Borna Ćorić          | 59    | Segunda ronda         |
| 6        | Bandera de Rusia        | Andrey Kuznetsov     | 62    | Primera ronda, retiro |
| 7        | Bandera de Alemania     | Jan-Lennard Struff   | 63    | Primera ronda         |
| 8        | Bandera de China Taipéi | Lu Yen-hsun          | 65    | Segunda ronda         |

- 1 Se ha tomado en cuenta el ranking del 6 de marzo de 2017.

### Otros participantes
Los siguientes jugadores recibieron una invitación (wild card), por lo tanto ingresan directamente al cuadro principal (WC):
- Tim Smyczek
- Benjamin Becker
- James McGee
- Sergiy Stakhovsky

Los siguientes jugadores ingresan al cuadro principal tras disputar el cuadro clasificatorio (Q):
- Denis Kudla
- Matwé Middelkoop
- Andréi Rubliov
- Lukáš Rosol

## Campeones

### Individual Masculino
- Aljaž Bedene derrotó en la final a  Mikhail Kukushkin, 6–4, 3–6, 6–1

### Dobles Masculino
- Marcus Daniell /  Marcelo Demoliner derrotaron en la final a  Oliver Marach /  Fabrice Martin, 6–3, 6–4